# Karen Kurreck
Karen Brems Kurreck (ur. 13 czerwca 1962 w Urbana) – amerykańska kolarka szosowa, mistrzyni świata.

## Kariera
Największy sukces w karierze Karen Kurreck osiągnęła w 1994 roku, kiedy zdobyła złoty medal w indywidualnej jeździe na czas na mistrzostwach świata w Agrigento. W zawodach tych wyprzedziła bezpośrednio Kanadyjkę Anne Samplonius oraz Francuzkę Jeannie Longo. Był to jedyny medal wywalczony przez Kurreck na międzynarodowej imprezie tej rangi. Ponadto w 1997 roku wygrała niemiecki Eschborn-Frankfurt City Loop, a w 1999 roku była druga w australijskim Tour de Snowy. W 2000 roku wystartowała na igrzyskach olimpijskich w Sydney, jednak w indywidualnej jeździe na czas była szesnasta, a wyścigu ze startu wspólnego nie ukończyła. Trzykrotnie zdobywała medale mistrzostw USA, w tym dwa srebrne i jeden brązowy.